# 9828 Antimachos
9828 Antimachos este o planetă minoră (asteroid), cu un diametru de 20,272 km, din Asteroid troian al lui Jupiter. A fost descoperită pe 19 septembrie 1973 la Observatorul Palomar de Cornelis Johannes van Houten și a fost numită după Antimachus⁠(d). 
Obiectul prezintă o orbită caracterizată de o semiaxă mare de 5,1826044 UAi, o excentricitate de 0,085, o înclinație de 3,21352 ° în raport cu ecliptica.